# جاك كوين (محامي)
جاك كوين (بالإنجليزية: Jack Quinn)‏ هو عضو مجموعة ضغط ومحامي أمريكي، ولد في 16 أغسطس 1949 في نيويورك في الولايات المتحدة.